# باشگاه فوتبال زنراب
باشگاه فوتبال زنراب (انگلیسی: Senrab F.C.) یک باشگاه فوتبال حاضر در لیگ فوتبال یکشنبه است که در وانستد فلتس در منطقهٔ فارست گیت لندن، انگلستان واقع شده است. این باشگاه به‌خاطر تعداد بالای بازیکنان حرفه‌ای که در دوران نوجوانی برای این باشگاه بازی می‌کرده‌اند، مورد توجه قرار گرفته است.

## تاریخچه
این باشگاه نام خود را از خیابان زنراب در استپنی گرفته است؛ بازیکنان باشگاه در مدرسهٔ ماریون ریچاردسون در خیابان زنراب (که نزدیک به خیابان بارنز بوده و در واقع نام آن املای وارونهٔ «بارنز» است)، آموزش دیده‌اند.
این باشگاه در سال ۱۹۶۱ توسط جیمی تیندال ۱۵ ساله (که بعدها به‌عنوان افسر توسعه جوانان برای وستهام یونایتد مشغول به کار شد) تأسیس شد و ابتدا با بازی هشت‌نفره می‌پرداخت و سپس در عرض دو سال به بازی‌های ۱۱ نفره رسید. جیسون پسر تیندال، محصول زنراب در دههٔ ۱۹۹۰ بود که با لی بویر در خط هافبک بازی می‌کرد و بعداً به ای‌اف‌سی بورنموث پیوست. این باشگاه برای شروع سه تیم ۱۱ نفره داشت که همگی در لیگ جوانان ریجنت پارک بازی می‌کردند. خط مشی استخدام تیندال این بود که فقط بهترین بازیکنان جوان را انتخاب کند، و تصریح می‌کرد که برای بازی برای زنراب، بازیکن باید قبلاً برای منطقه یا شهرستان خود بازی کرده باشد. در اوایل دههٔ ۱۹۷۰، بازیکنان زنرابی زیادی با چلسی قرارداد بستند که پیرو همین موضوع، بازیکن سابق ری لوینگتون به زنراب لقب «چلسی جونیورز» را داد. در سال ۱۹۸۰ تیم بزرگسالان زنراب با به دست آوردن عنوان قهرمانی در دستهٔ دوم لیگ فوتبال یکشنبه هاکنی و لیتون به سطح بالاتری ترفیع پیدا کرد.
در سال ۲۰۱۴ زنراب در فهرست نهایی جوایز افتخار ورزشی دیلی میرور در ردهٔ تیم محلی سال قرار گرفت.

## بازیکنان سابق
بازیکنان و مربیان زیر همگی پس از ترک تیم فوتبال زنراب به بازی یا مربیگری در یک باشگاه فوتبال حرفه‌ای مشغول شده‌اند.

### بازیکنان
- آده آکینبی[۶]
- آدبایو آکینفنوا
- کلیف آکورنگ
- لی بویر[۷]
- سول کمبل[۶]
- اسکات کنهام
- گری چایورس[نیازمند منبع]
- آلن کربیشلی[۴]
- جرمین دفو[۸]
- اوگو اهیوگو[۹]
- سایمون فورد
- جاناتان فورچون[نیازمند منبع]
- لئو فورفوست[نیازمند منبع]
- فیتز هال
- وینس هیلایر[نیازمند منبع]
- تری هرلاک[نیازمند منبع]
- کمال عزت
- موزی عزت[۷]
- جودی جونز[۱۰]
- دیوید کرسلیک[۴]
- لدلی کینگ[۱۱]
- لئون نایت[۱۲]
- پل کونچسکی[۱۳]
- ازری کونسا[۱۴]
- تامی لانگلی[۴]
- ری لوینگتون[۴]
- تدی می‌بنک[۴]
- کوین نیکولز
- دارن پرس[نیازمند منبع]
- جی‌لوید ساموئل
- تری اسکیورتون
- جان اسپارو[۱۵]
- جان تری[۱۳]
- جیسون تیندال[۳]
- سانچز وات[۱۶]
- ری ویلکینز[۷]
- بابی زامورا[۱۳][۱۷]

### مربی‌ها
- تونی کار
- آلن کربیشلی
- داریو گرادی
- ری ویلکینز
- ری لوینگتون
- لی بویر
- سول کمبل